# نظام معلومات جغرافية

تعليق

نظام المعلومات الجغرافية (بالإنجليزية: Geographic information system )‏ اختصاراً GIS، هو نظام قائم على الحاسوب يعمل على جمع وصيانة وتخزين وتحليل وإخراج وتوزيع البيانات والمعلومات المكانية.
وهذه أنظمة تعمل على جمع وادخال ومعالجة وتحليل وعرض وإخراج المعلومات المكانية والوصفية، لأهداف محددة، وتساعد على التخطيط واتخاذ القرار فيما يتعلق بالزراعة وتخطيط المدن والتوسع في السكن، بالإضافة إلى قراءة البنية التحتية لأي مدينة عن طريق إنشاء ما يسمى بالطبقات (بالإنجليزية: LAYERS)‏، يمكننا هذا النظام من إدخال المعلومات الجغرافية (خرائط، صور جوية، مرئيات فضائية) والوصفية (أسماء، جداول)، معالجتها (تنقيحها من الخطأ)، تخزينها، استرجاعها، استفسارها، تحليلها تحليل مكاني وإحصائي، وعرضها على شاشة الحاسوب أو على ورق في شكل خرائط، تقارير، ورسومات بيانية أو من خلال الموقع الإلكتروني.
تساعد نظم المعلومات الجغرافية في الإجابة عن كثير من التساؤلات التي تخص التحديد مثل (ما هو النمط الزراعي، ما أنواع المحاصيل المناسب زراعتها في الوحدة الزراعية)، القياسات (ما مساحة واحداثيات الوحدات، ما هو قطر انبوب الري الذي يروي), والموقع (أين تقع الوحدة الزراعية الفلانية)، والشرط (ماهى أنابيب الري التي قطرها 300مم في منطقة ما)، والتغير (درجة ملوحة التربة من عام 1965 إلى العام 2006)، والتوزيع النمطي (ماهى العلاقة بين توزيع السكان ومناطق تواجد المياه) والسيناريوهات المتعلقة بالهيدرولوجيا (ماذا يحصل إذا زاد تغير تدفق مياه الري في الأنبوب).

## تاريخ
في 1854، قام جون سنو بتصوير انتشار وباء الكوليرا في لندن باستعمال نقاط لتمثيل مواقع بعض الحالات الانفرادية. قادت دراسته عن توزيع الكوليرا إلى مصدر الوباء. وفي 1958 ظهرت نسخة مثيلة لخريطة جون سنو أظهرت التكتلات لحالات وباء كوليرا 1854 في لندن.
شهدت أوائل القرن العشرين تطورات ملحوظة في تصوير الخرائط بفصلها إلى طبقات (بالإنجليزية: Layers)‏. كما أدت الأبحاث النووية إلى تسريع تطوير عتاد الحاسب مما ساعد على إنشاء تطبيقات خرائط عامة باستخدام الحاسب عام 1960s.
في عام 1962 طُور أول نظام جي آي إس (بالإنجليزية: GIS)‏ فعلي في أوتاوا، أونتاريو، بكندا داعما مقاييس رسم أرضية، 1:50,000 وبالتالي أصبح نظام المعلومات الكندي CGIS أول نظام معلومات جغرافي عملي. أدى هذا إلى إنشاء جمعية نظم المعلومات الحضرية والإقليمية -URISA في الولايات المتحدة الأمريكية. وبعد ذلك ظهر نظام استخدام الأراضي وإدارة الموارد الطبيعية في ولاية نيويورك عام 1967م ونظام ولاية مينيسوتا الأمريكية لإدارة الأراضي عام 1969م. ظلت هذه المشاريع في تلك الأيام عالية التكلفة، بحيث لا يستطيع الإنفاق عليها غير الإدارات الكبيرة في الولايات المتحدة الأمريكية، كندا، أستراليا، وبريطانيا وغيرها من الدول المتقدمة الأوروبية.
في منتصف السبعينات اُتُّفِقَ على تسمية هذه النظم «نظم المعلومات الجغرافية» أو (بالإنجليزية: Geographic Information System)‏ نظراً لكثرة أسماء النظم والبرامج المستخدمة في هذا المجال. في أوائل الثمانينات ظهرت العديد من برامج GIS الناجحة وبمزايا إضافية جمعت الجيلين الأول والثاني متمثلة في اتساع القاعدة العريضة للمستخدمين لنظم المعلومات الجغرافية وتطوير مجال الاتصال المباشر بين رواد ومستخدمي نظم المعلومات الجغرافية عن طريق شبكات الاتصال العالمية والشبكات المتخصصة في إعطاء الجديد في هذا المجال مباشرة. كما صدرت العديد من المجلاّت والندوات والمؤتمرات العلمية والدورات المتخصصة في نظم المعلومات الجغرافية خلال هذه الفترة.
أما في التسعينات ومع انتشار أنظمة وطرفيات يونيكس والحواسيب الشخصية، وجد العشرات من الشركات المنتجة لهذه النظم بأسعار منخفضة جداً مقارنه بالأسعار في الستينات والسبعينات. ومع نهايات القرن العشرين أصبح من الممكن عرض بيانات GIS عبر الإنترنت بفضل الالتزام بمعايير وصيغ نقل جديدة تم الاتفاق عليها وانتشار العديد من البرامجيات مفتوحة المصدر.
نظم المعلومات الجغرافية يعتبر فرع من فروع العلوم الأخرى، مع التطور حتى يومنا هذا ومازال يتطور وتزداد أهميته مع زيادة إمكاناته وسهولة الحصول على المعلومات.
ظهر هذا النظام مع ظهور النظام الكندي في عام 1964 الذي يعد أول نظام متكامل في مجال نظم المعلومات الجغرافية، حيث أجريت عملية ترقيم خرائط وربطها ببيانات وصفية على شكل قوائم معتمدة على نظام إحداثى لربطها ببعض، ويحتوى هذا النظام على سبع طبقات خاصة بالزراعة والتربة والثروة الحيوانية واستخدامات الأرض وبعد ذلك ساهم المعمارى الأمريكى «هوارد فيشر» في نهاية عام 1964 في جامعة «هارفارد» من إنتاج النسخة الأولى من برنامج (SYMAP) لإنتاج خرائط بواسطة الحاسب الالى وساهمة معمل جامعة «هارفارد» في تدريب العديد من الطلاب المهتمين بنظم المعلومات الجغرافية.
والتسعينات من هذا القرن ازداد اهتمام الحكومات والمؤسسات بنظم المعلومات الجغرافية والاستفادة من هذه التكنولوجية في مجال الدراسات الطبيعية وحماية البيئة البرية والبحرية والتي تعتمد على بيانات متعددة متشابكة وفي عام 1970 عُقِّد أول مؤتمر دولى في نظم المعلومات الجغرافية بتنظيم من الاتحاد الدولي للجغرافيين وبدعم من اليونسكو، وبدأت العديد من الجامعات بتنظيم محاضرات وتقديم دروس وأبحاث علمية في نظم المعلومات الجغرافية مما ساعد على زيادة القاعدة الاساسية لنجاح انتشار نظم المعلومات الجغرافية. ثم بد عدد من الشركات التجارية الخاصة بتطوير برامج خاصة بها لنظم المعلومات الجغرافية، والرسم بالحاسب الآلي ومعالجة الصور، أدى دخول الشركات الخاصة في تطوير البرامج والنظم إلى وجود نظم ضخمة ومتعددة الوظائف واحتوائها على عدد كبير من العمليات التحليلية.
في الثمانينات أدى التطور السريع الذي شهدته أجهزة ومكونات الحاسب الآلي، والمتمثلة في سرعة معالجة البيانات، وتعدد إمكانيات التخزين والتقدم في في أجهزة الإدخال والإخراج مع ظهور برامج متعددة الوظائف أدى كل ذلك لاتسام هذه الفترة بأنها فترة بداية الثورة المعلومتية بنظم المعلومات الجغرافية.
في التسعينات زاد الاهتمام بتدريس نظم المعلومات الجغرافية في الجامعات والمعاهد العلمية، وزادت قدرة الأجهزة والبرامج مع ظهور طرق تحديد المواقع بالاقمار الصناعية عن طريق نظام التموضع العالمي، كما ساعد وجود صور الأقمار الصناعية وتوافرها بأسعار مناسبة إلى توفير معلومات كثيرة وغزيرة عن سطح الأرض.
مع دخول القرن 21 تطورت المستشعرات الموجودة على الأقمار الصناعية مما أدى غلى توفير معلومات تفصيلية وبدقة ممتازة وبسرعة عالية.

## الفرق بين GIS وGPS
يلبس البعض بين نظام المعلومات الجغرافي GIS، بين نظام تحديد الموقع العالمي GPS ربما لسبب تشابه المصطلحين. نظام GPS هو تقنية تستعمل الأقمار الصناعية للحصول على بيانات تحدد موقعنا على الأرض بدقة بالغة (غالبا إحداثيات الطول، العرض، الارتفاع، والزمن). أما نظام GIS فهو نظام معالجة بيانات في الأساس قد يستمدها من أنظمة أخرى مثل GPS. هذا يعني أن نظام المعلومات الجغرافي يمثل برنامجاً حاسوبياً أو تطبيقاً يؤدي مهام أكثر تعقيداً من الناحية التحليلية، والمعالجة بالاعتماد على مدى دقة المدخلات التي يتحصل عليها من أنظمة أخرى مثل GPS وتخزينها في قاعدة بيانات ضخمة لمعالجتها.

## مكونات نظم المعلومات الجغرافية
تتألف نظم المعلومات الجغرافية من عناصر أساسية: هي المعلومات المكانية والوصفية وأجهزة الحاسب الآلي والبرامج التطبيقية والقوة البشرية (الأيدي العاملة) والمناهج التي تستخدم للتحليل المكاني. سيتم التركيز هنا على بعض هذه العناصر.

### البيانات المكانية والوصفية
يمكن الحصول على المعلومات المكانية بطرق عديدة. أحد هذه الطرق تدعى بالمعلومات الأولية والتي يمكن جمعها بواسطة المساحة الأرضية، والتصوير الجوي - AERIAL PHOTOGRAPHY, والاستشعار عن بعد، ونظام تحديد المواقع العالمي. يمكن أيضاً اللجوء لمعلومات ثانوية يتم جمعها بواسطة الماسح الضوئي، أو لوحة الترقيم، أو المتتبع للخطوط الأتوماتيكي. تزود الخريطة بمعلومات إضافية تدعى بالمعلومات الوصفية لتعريف أسماء المناطق وإضفاء تفاصيل أكثر عن هذه الخرائط.

### الأجهزة الحاسوبية والبرامج التطبيقية
تمثل الحواسيب العنصر الدماغي في نظام GIS حيث تقوم بتحليل ومعالجة البيانات التي تم تخزينها في قواعد بيانات ضخمة. تخزّن بيانات نظام المعلومات الجغرافية في أكثر من طبقة- layer واحدة للتغلب على المشاكل التقنية الناجمة عن معالجة كميات كبيرة من المعلومات دفعة واحدة.
توجد برامج تطبيقية عديدة مخصصة لنظم المعلومات الجغرافية منها ما يعمل بنظام المعلومات الاتجاهية مثل ArcGIS أو GeoMedia وأخرى تعمل على نظام الخلايا مثل ERDAS أو ILT Plus.

### برمجيات حرة
توجد بعض البرامجيات مفتوحة المصدر والتي تحاكي بعض بيانات GIS. من هذه البرامج Quantum GIS وهو برنامج صغير يسمح للمستخدم بتهيئة وإنشاء الخرائط على الحاسوب الشخصي، كما يدعم العديد من صيغ البيانات المكانية مثل ESRI ShapeFile, geotiff. توجد أيضا برامجيات مفتوحة المصدر أخرى مثل: GRASS GIS، SAGA GIS،
يتكون أي نظام معلومات جغرافي من مركبات أساسية، وهذه المركبات يمكن أن نستنتجها من تعريف«بورو» الذي قال نظام المعلومات الجغرافى عبارة عن مجموعة منظمة ومرتبة من أجهزة الحاسب الآلي والبرامج والمعلومات الجغرافية والطاقم البشرى المدرب قامت لتقوم بتجميع ورصد وتخزين واستدعاء البيانات ومعالجة وتحاليل وعرضها.

### المركبات الأساسية
1. المعلومات Information
2. المتطلبات المادية Funds
3. المتطلبات الفنية Hardware and Software

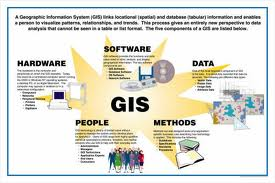
مركبات نظم معلومات الجغرافية

4. المتطلبات البشرية People
5. اساليب التشغيل Method

### مميزات نظم المعلومات الجغرافية
- تساعد في تخطيط المشاريع الجديدة والتوسعية.
- تساعد السرعة في الوصول إلى كمية كبيرة من المعلومات بفاعلية عالية.
- تساعد على اتخاذ أفضل قرار في اسرع وقت.
- تساعد في نشر المعلومات لعدد أكبر من المستفيدين.
- دمج المعلومات المكانية والمعلومات الوصفية في قاعدة معلومات واحدة.
- توثيق وتأكيد البيانات والمعلومات بمواصفات موحدة.
- التنسيق بين المعلومات والجهات ذات العلاقة قبل اتخاذ القرار.
- القدرة التحليلة المكانية العالية.
- القدرة على الإجابة على الاستعلامات والاستفسارات الخاصة بالمكان أو المعلومة الوصفية.
- القدرة على التمثيل المرئى للمعلومات المكانية.
- التمثل (المحكاة Simulation) للاقتراحات الجديدة والمشاريع التخطيطية ودراسة النتائج قبل التطبيق الفعلي علي ارض الواقع.

### تطبيقات نظم المعلومات الجغرافية

#### تطبيقات حكومية
- الخرائط الطبوغرافية.
- نماذج وانماط تمثيل الشبكات (طرق برية-طرق بحرية-طرق جوية).
- تقييم ومراقبة حماية البيئة.
- أنظمة الملاحة العالمية.
- تقييم ومراقبة ثروات المناجم والتعدين.
- الخرائط الموضوعية.
- المصادر المائية (اكتشافها- تخطيطها- إدارتها).
- المناورات العسكرية للرادارات والطائرات.
- إنتاج وتحديث ونشر خرائط الأساس.
- إنتاج الخرائط الضريبية. (توزيع جغرافي لدافعي الضرائب).

#### تطبيقات خدمية
- تطبيقات الكهرباء وشبكاتها.
- تطبيقات شبكات الغاز الوقود البترولي.
- تطبيقات شبكات المياه
- تطبيقات الصرف الصحي.
- تطبيقات الهاتف وخدماته.
- تطبيقات خاصة بالغابات.
- تطبيقات المواصلات.

#### تطبيقات الصناعات الأهلية الخاصة
- تطبيقات شركات البترول.
- تطبيقات التسويق.
- تطبيقات للمخططات العقارية.

## استخدامات نظم المعلومات الجغرافية في المجالات المختلفة
إن القدرة الفائقة لنظم المعلومات الجغرافية في عملية البحث في قواعد البيانات وإجراء الاستفسارات المختلفة، ثم إظهار هذه النتائج في صورة مبسطة لمتخذ القرار قد أفادت في العديد من المجالات منها:
1- إدارة الأزمات:
تتوفر إمكانية تحليل شبكات الطرق والبنية الأساسية لتحديد أقصر المسارات بين نقطتين وكذلك انسب المسارات بين مجموعة من النقط كما يفيد في تسهيل عملية صيانة الشبكات الجديدة مما يوفر الوقت والجهد وعادة ما تكون الأزمات إحداثا مكانية مثل (الفيضانات والزلازل والحرائق والاعاصير وانتشار الاؤبئة الاضطرابات العامة والمجاعات) ومن هنا فإن امتلاك الخرائط والمعلومات يعتبر امرأ هاما لإدارة الكارثة.
2- الخدمات الطبية الطارئة:
تعتبر نظم المعلومات الجغرافية إحدى الأدوات الجيدة للإسعافات الطبية الطارئة حيث توفر بيانات عن أنواع الحوادث والبيانات السكانية الخاصة بهذه الحوادث ويمكن عرضها بسرعة وسهولة وتساعد أيضا على سرعة استجابة نظام الخدمات الطبية الطارئة من خلال تحديد اقرب وحدة إسعافات إلي مكان الاتصال المبلغ عن الحادث وأقصر الطرق والطرق البديلة للوصول إليه بالإضافة إلي إمكانية القيام بتحليلات مختلفة للمعلومات المختزنة في قواعد البيانات بحيث يمكن معرفة سرعة ومدى انتشار عدوى لداء أو وباء قبل انتشاره الفعلي مما يساعد على التخطيط.
3- التخطيط العمراني:
يفيد نظام المعلومات الجغرافي في تقييم أداء الخدمات المختلفة (تعليمية – صحية – أمنية - ....... الخ) البيئة: منطقة عمرانية لتحديد المناطق المحرومة لإعادة توزيع الخدمات فيها كما يفيد في مقارنة ما هو مخطط بما هو واقع بالفعل لمنطقة معينة لتحديد الملكيات والمسئوليات القانونية ويساهم في بناء نماذج رياضية للمناطق العشوائية عن طريق تحديد اتجاهات النمو العمراني فيها للحد من انتشارها وكذلك تطوير المناطق القائمة.
4- حماية البيئة:
تقوم نظم المعلومات الجغرافية بتعريف ودراسة العديد من البيئات في اتجاهات عديدة خاصة بطبيعتها الفيزيائية والبيولوجية والكيميائية والمناخية ويقوم بتتبع التغيرات الحادثة في منطقة معينة وتقدير التأثيرات المختلفة على المناطق المجاورة عن طريق مقارنة مجموعة من الصور والخرائط في تواريخ مختلفة
5- الدراسات الاقتصادية والاجتماعية:
تساهم نظم المعلومات الجغرافية في دراسة وتحليل الخصائص الاقتصادية والاجتماعية لمنطقة معينه بناء على معايير خاصة يحددها الخبراء وذلك لاستنتاج المؤشرات التنموية التي تساهم في اتخاذ قرارات مناسبة في كافة اتجاهات التطوير.
6- إنتاج الخرائط لاستخدامات الأراضي والموارد الطبيعية:
باستخدام التقنيات الحديثة لنظم المعلومات الجغرافية يمكن إنتاج خرائط توضح مناطق تجمع الموارد الطبيعية لمنطقة معينه (مياه –بترول – خامات معدنية... الخ) التي توضح الاستخدام الحالي للأرض واستنتاج خرائط الاستخدام المستقبلي.
7- استنتاج شكل سطح الأرض:
من الأهمية بمكان إن يعطي نظام المعلومات الجغرافي تصورا دقيقا لشكل سطح الأرض الذي سيتم العمل علية ويتم ذلك عن طريق إدخال الخرائط الكنتورية للمنطقة وباستخدام تكنولوجيا نظم المعلومات الجغرافية فيمكن من خلاله استنتاج كميات الحفر والردم في منطقة محددة أو تحديد إشكال مخرجات السيول واتجاهات الميول لأي منطقة.
8- تحسين الإنتاجية:
واحدا من أهم فوائد تكنولوجيا نظم المعلومات الجغرافية هو تحسين عملية إدارة الهيئة ومواردها المختلفة لان نظم المعلومات الجغرافية تمتلك القدرة على ربط مجموعات البيانات بعضها مع بعض مع المواقع الجغرافية مما سهل المشاركة في البيانات وتسهيل الاتصال بين الأقسام المختلفة فعند بناء قاعدة بيانات موحدة يمكن لأحد الأقسام الاستفادة من عمل الأخر لان جمع البيانات يتم مرة واحدة فقط يتم استخدامها عدة مرات مما حسن من الإنتاجية وبالتالي فقد زادت الكفاءة الكلية للهيئة
9- اتخاذ القرارات المناسبة:
تنطبق صحة القول المأثور (البيانات الأفضل تقود لقرار أفضل) تماما على نظم المعلومات الجغرافية لأنه ليس وسيلة آلية لاتخاذ القرار ولكنة أداة للاستفسار والتحليل مما يساهم في وضع المعلومات واضحة وكاملة ودقيقة أمام متخذ القرار كما تساهم نظم المعلومات الجغرافية في اختيار انسب الأماكن بناء على معايير يختارها المستخدم مثل (البعد عن الطريق الرئيسي بمسافة محددة وسعر المتر ليزيد عن سعر معين وتحديد حالة المرافق والبعد عن مناطق التلوث) فيقوم نظام المعلومات الجغرافية بأجراء هذا الاستفسار على قواعد البيانات ويقوم باختيار مجموعة من المساحات التي تحقق هذه الاشتراطات ويترك لمتخذ القرار حرية الاختيار النهائي
10- بناء الخرائط:
إن الخرائط لها مكانة خاصة في نظم المعلومات الجغرافية لأن عملية بناء الخرائط باستخدام نظم المعلومات الجغرافية تعد أكثر مرونة من إي طريقة يدوية أو كارتوجرافية حيث تبدأ هذه العملية ببناء قواعد البيانات ثم التحويل الرقمي للخرائط الورقية المتوفرة ثم يتم تحديثها باستخدام صور الأقمار الصناعية في حالة وجودها ثم تبدأ عملية ربط البيانات بمواقعها الجغرافية وعندئذ يكون المنتج النهائي من الخرائط جاهزا للظهور وهنا يتم إيضاح المعلومات المختارة برموز محددة على الخريطة لتوضيح خصائص محددة مثل (إظهار مناطق الآثار أو مزرعة على الخريطة وذلك باستخدام رمز مفهوم وحدد وموزع على الخريطة.